# Oakworth
Oakworth est un village dans le comté métropolitain d'Angleterre Yorkshire de l'Ouest, situé près de Keighley, par la Worth (en).

## Source de la traduction
- (en) Cet article est partiellement ou en totalité issu de l’article de Wikipédia en anglais intitulé « Oakworth » (voir la liste des auteurs).